# Strucla

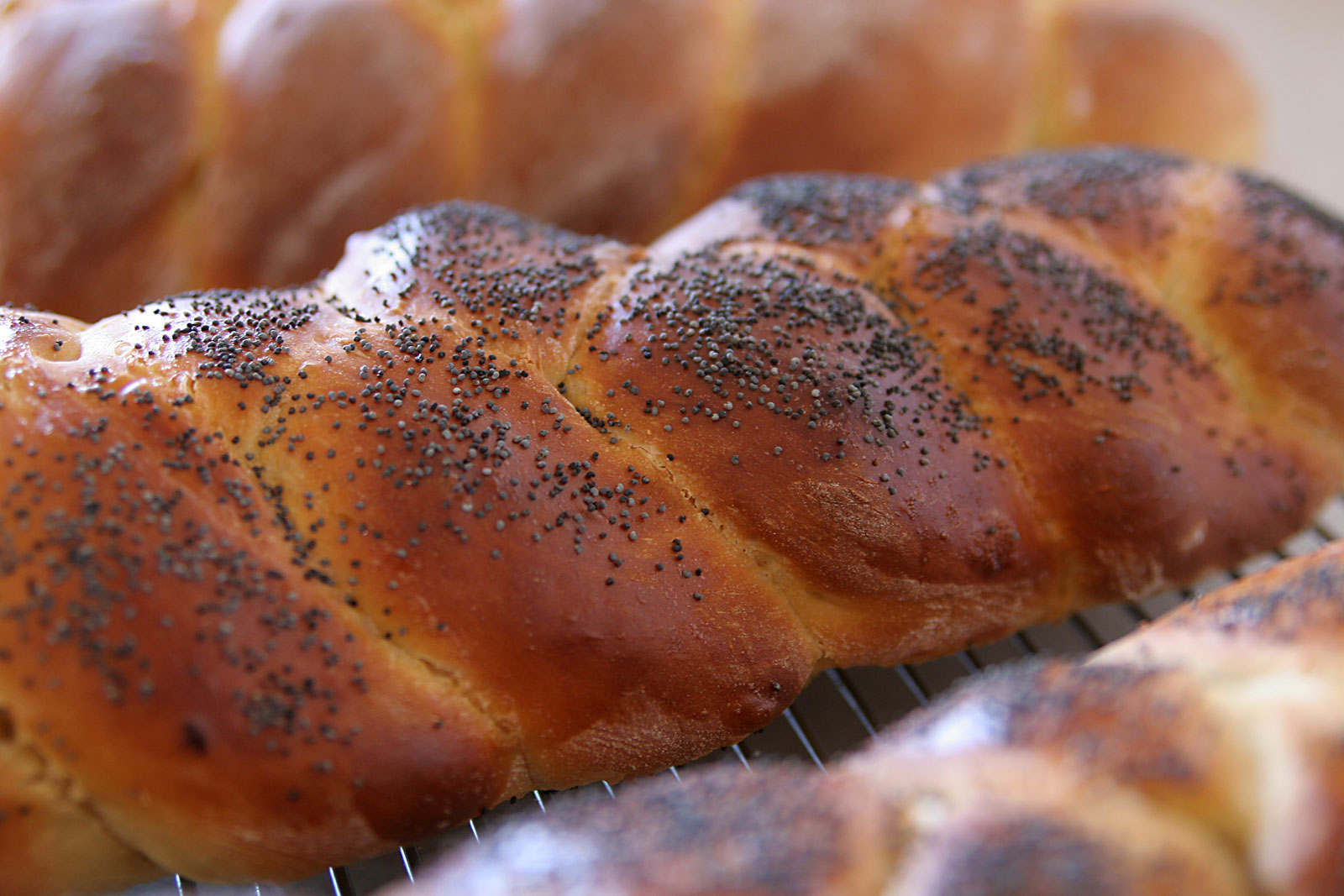
Strucla zaplatana, posypana makiem

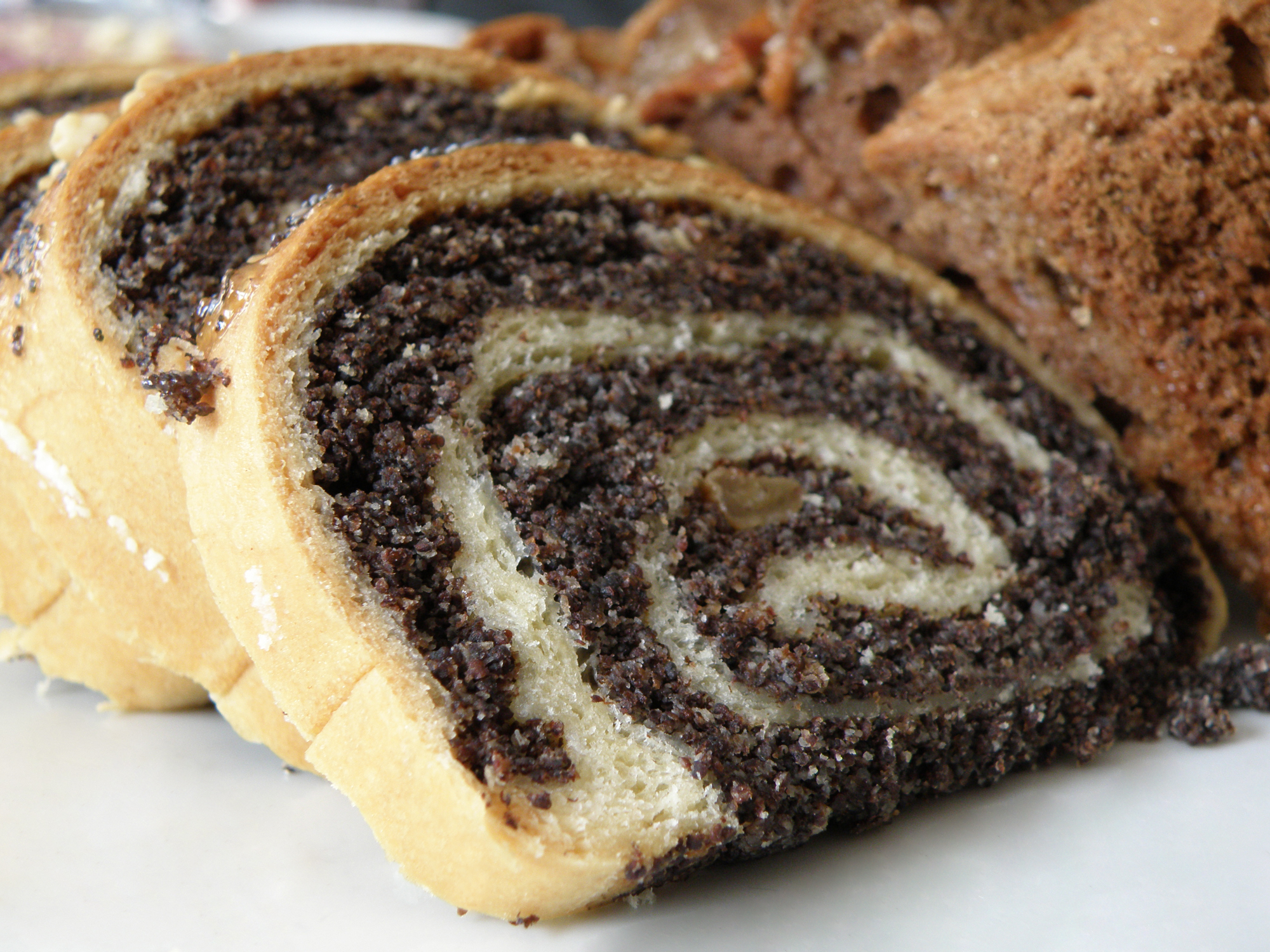
Pokrojona strucla z masą makową z bakaliami

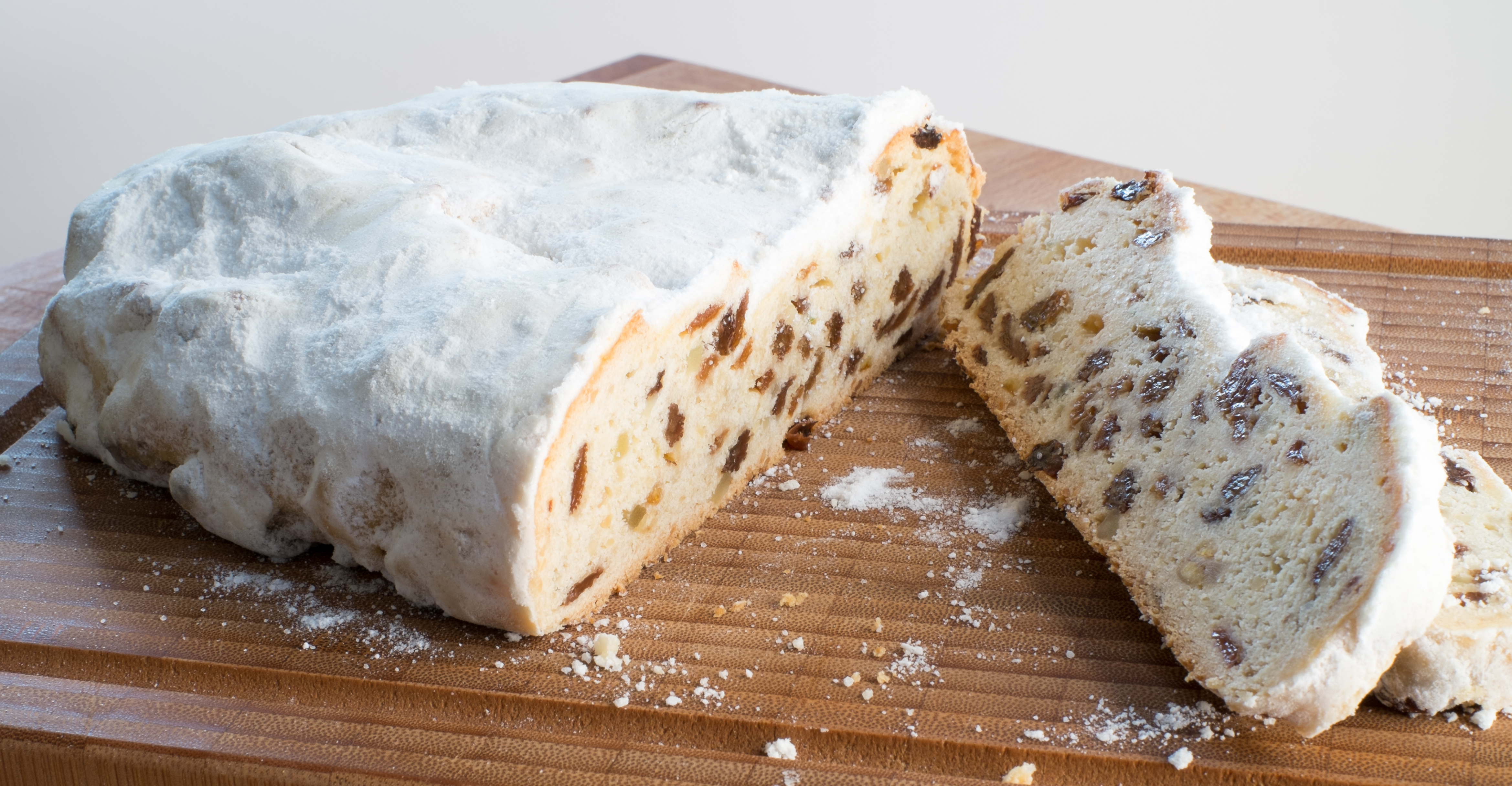
Dresdner Christstollen

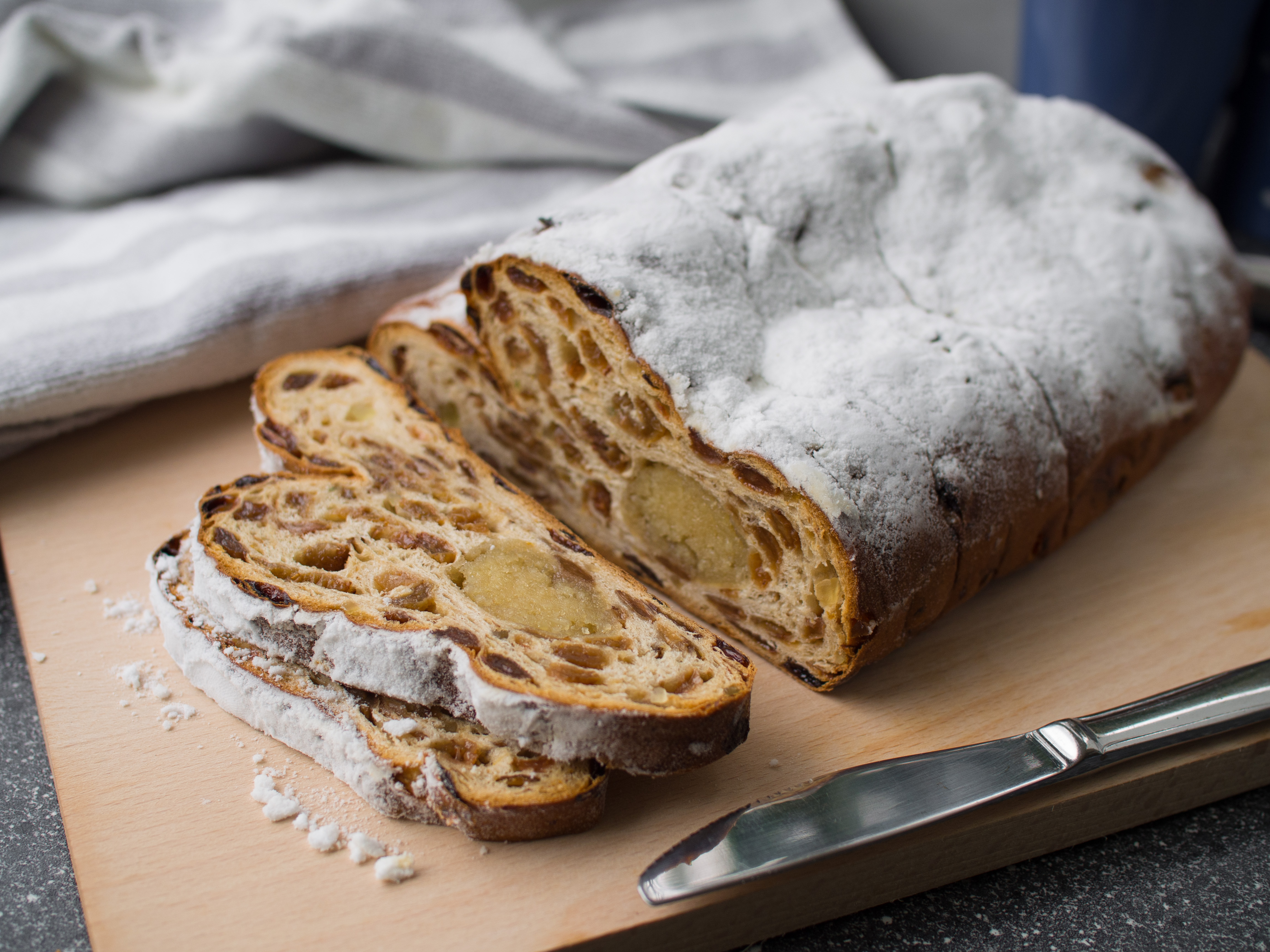
Holenderska strucla kerststol (widoczne suszone owoce oraz masa marcepanowa)

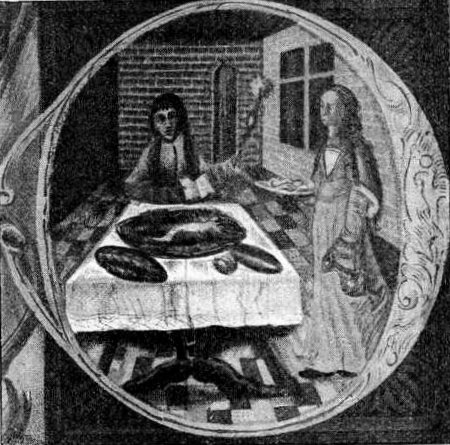
Strucle na miniaturze w Pontyfikale Erazma Ciołka (ok. 1506–1518)

Strucla – wyrób ciastkarski; rodzaj pieczywa cukierniczego nietrwałego, w postaci podłużnej słodkiej bułki drożdżowej z nadzieniem.
Strucle często wypiekane są z ciasta zwiniętego w rulon, jak rolada. Spotyka się je również w formie zaplecionej, podobnie do chałki w warkocz (co ma odwoływać się do Dzieciątka Jezus zawiniętego w pieluszki).

## Nazewnictwo i etymologia
Strucla dawniej nazywana „struclem” – obecnie ta forma jest uznawana za niepoprawną. Regionalnie bywa nazywana też „strudlem”, co wg Wielkiego słownika języka polskiego PAN jest mylnym zastosowaniem tego słowa. Według Wielkiego słownika języka polskiego PAN nazwy „strucla” i „strucel” wywodzą się z niem. Strutzel. Encyklopedia staropolska Glogera (1900–1903) wskazywała na słowo Strietzel, słownik etymologiczny Brücknera (1927) wskazywał na Strutzel oraz Stritzel (sic!). 

## Kuchnia niemiecka
W tradycyjnej kuchni niemieckiej na Święta Bożego Narodzenia przygotowywana jest charakterystyczna strucla z bakaliami pod nazwą Stollen. Niektórzy przyjmują, że już w 1329 Stollen został przygotowany na konkurs cukierniczy. Strucla dała nazwę najstarszemu jarmarkowi bożonarodzeniowemu w Niemczech – drezdeńskiemu Striezelmarktowi (przywilej jego organizacji wydano w 1434). To popularne – zwyczajowo przygotowywane ręcznie na jarmark – ciasto, występuje pod nazwą Dresdner Stollen, Dresdner Christstollen a także Dresdner Weihnachtsstollen i jest produktem o zastrzeżonym przez Komisję Europejską chronionym oznaczeniu geograficznym (ChOG).

## Kuchnia polska
W kuchni polskiej strucle nadziewa się owocami (np. jabłkami) lub ich przetworami (marmoladą, powidłami a nawet rodzynkami z cykatą), masami makowymi, orzechowymi, kokosowymi, migdałowymi, twarogowymi itp. Z wierzchu mogą być lukrowane, oblewane roztopioną czekoladą, posypane cykatą, orzechami, makiem, czarnuszką lub zwieńczone kruszonką. W dawnej literaturze spotyka się przepisy na strucle postne – przygotowywane bez użycia jaj i masła, w których mleko zwyczajne zastąpione jest mlekiem migdałowym.
Wersja zawijana z masą makową jest ciastem świątecznym zarówno w okresie bożononarodzeniowym, jak i wielkanocnym. Jedne z najstarszych krajowych przedstawień strucli odnaleźć można na miniaturze w XVI-wiecznym pontyfikale Erazma Ciołka. Strucle wspomina również Władysław Reymont w „Chłopach”: 

(…) wszędzie na gwałt pieczono chleby i one strucle świąteczne, oprawiano śledzie, wiercono w niepolewanych donicach mak do klusek. (…) A Jagna z zakasanymi po ramiona rękawami miesiła w dzieży ciasto i przy matczynej pomocy piekła strucle tak długachne, że widziały się jako te lechy w sadzie, na których pietruszkę zasiewają (…)

Na liście produktów tradycyjnych znajdują się strucle:
- „choszczeńska strucla z makiem” (woj. zachodniopomorskie) zwijana w rulon, z masą makową i bakaliami[23],
- „strucla makowa brzozowska” (woj. podkarpackie) zwijana w rulon, z masą makową i bakaliami[24],
- „kościelecka strucla makowa” (woj. małopolskie) zwijana w rulon, z nadzieniem makowym[25],
- „strudel[b] (strucla)” (woj. lubuskie) zwijana w rulon, nadziewana makiem lub serem z cynamonem bądź marmoladą albo jabłkami[12].